# 21 км (Кировская область)
21 км, Железнодорожный разъезд 21 км, Лесоучасток 21 км — упразднённый в 1988 году посёлок при железнодорожном разъезде в Омутнинском районе Кировской области России. Находится на территории современного Омутнинского городского поселения как урочище 21 км.

## География
Находился на 21-м километре узкоколейной железной дороги (УЖД) Омутнинск — Чёрная Холуница.

## История
Лесоучасток возник в конце 1930-х гг., уже список населённых пунктов Кировской области 1939 г. упоминает про населённый пункт бараки жд 21 км. Входил в состав Песчанского сельсовета.
Подчинялся лесному отделу Омутнинского металлургического завода.
Список населённых пунктов Кировской области на 01.01.1950 г. приводит данные о населённом пункте (тип: лесоучасток)	21-22 километр: 15 хозяйств, 76 человек.
Справочник Административно-территориального деления Кировской области на 1 июня 1978 г.: ж. д. разъезд	под название 21 км находится в 21 км от центра сельсовета
Посёлок существовал примерно до 1980-х гг. Официально снят с учёта решением Кировского облисполкома от 31 марта 1988 г. № 192.

## Население
По данным похозяйственных книг за 1940-42 гг., на «21 километре» перед войной проживали около 130 человек (примерно 30 семей).
По данным Всесоюзной переписи 1959 года, на лесоучастке 21-й км проживало 28 человек (16 мужчин и 12 женщин), в том числе младше 18 лет — 13 человек.
К 1970 году население сократилось до 6 человек (4 мужчин, 2 женщины).

## Инфраструктура
По состоянию на 2004 год имелся сохранившийся дом, использующийся в качестве пасеки.